# Bellefontaine (Jura)
Bellefontaine ist eine französische Gemeinde mit 494 Einwohnern (Stand: 1. Januar 2022) im Département Jura in der Region Bourgogne-Franche-Comté. Sie gehört zum Arrondissement Saint-Claude und ist Mitglied im Gemeindeverband Haut-Jura Arcade Communauté. Die Bewohner werden Bellifontains und Bellifontaines genannt.

## Geographie
Bellefontaine liegt auf 1036 m, fünf Kilometer nordöstlich von Hauts de Bienne und etwa 40 km nördlich der Stadt Genf (Luftlinie). Das Dorf erstreckt sich im Jura, im oberen Teil des Tals der Evalude, zwischen den Waldhöhen von Les Chaumelles im Nordwesten und des Risoux im Südosten, nahe der Grenze zur Schweiz.

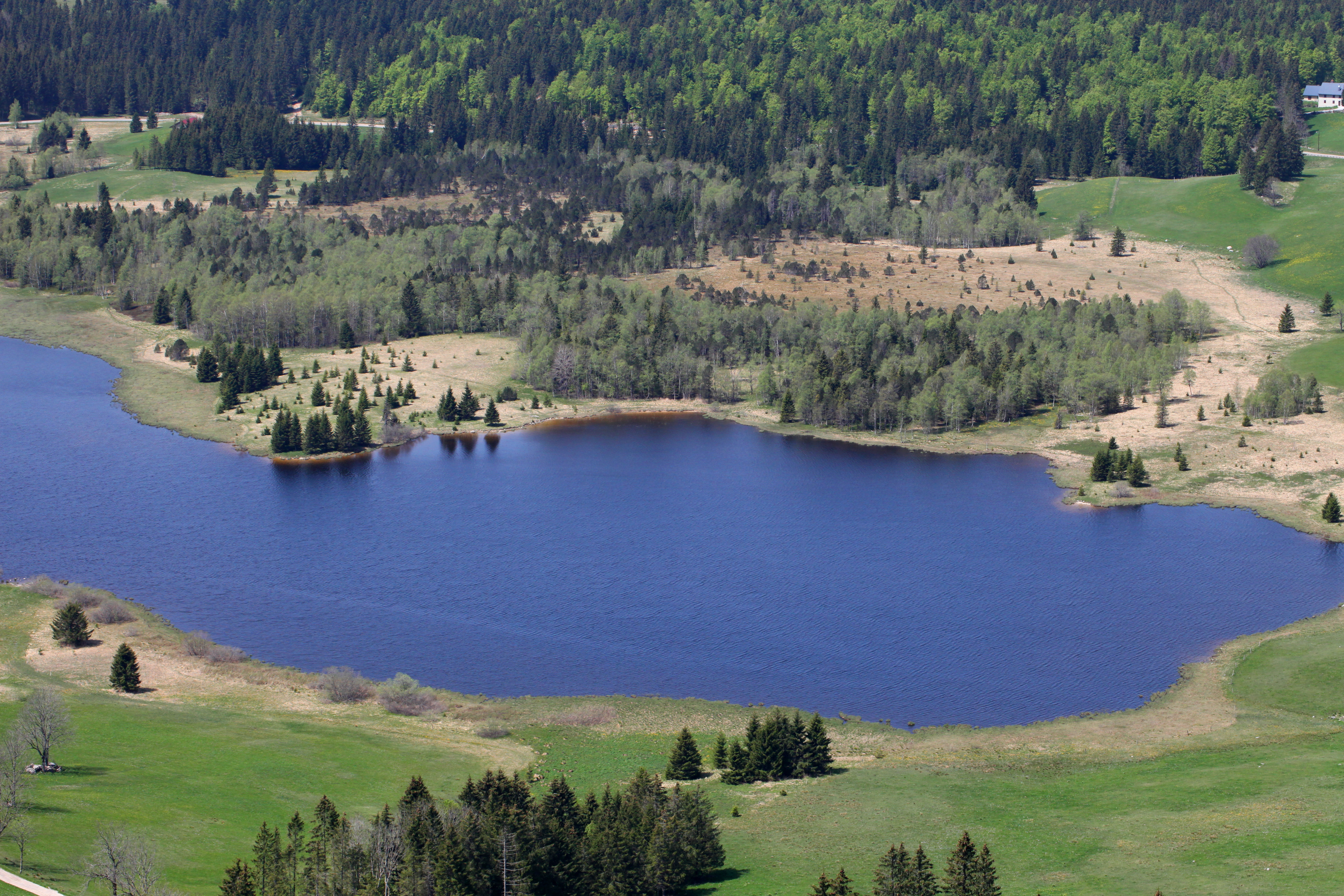
Lac de Bellefontaine

Die Fläche des 24,71 km² großen Gemeindegebiets umfasst einen Abschnitt des französischen Juras. Die Landschaft ist geprägt durch parallel verlaufende Geländekämme und Längsmulden, die gemäß der Streichrichtung des Faltenjuras in diesem Gebiet in Richtung Südwest-Nordost orientiert sind. Der zentrale Teil der Gemeindefläche wird vom Tal der Evalude eingenommen, welche das Gebiet nach Südwesten zur Bienne entwässert. Im Nordosten erstreckt sich der Lac de Bellefontaine mit angrenzenden Feuchtgebieten. Das relativ rasch zum Klustal von Morez abfallende Tal stellt eine Synklinale des Faltenjuras dar. Es wird auf beiden Seiten von steilen Hängen begleitet, die an der Oberkante von Felsbändern gekrönt werden. Im Norden befinden sich die Roches des Trois Commères (1083 m) und Les Chaumelles (1151 m), im Süden die Entreroches (1171 m).
Nach Südosten erstreckt sich das Gemeindeareal in das dicht bewaldete, unwegsame Gebiet der Forêt du Risoux mit parallel verlaufenden Geländerippen und dazwischen liegenden, oberirdisch abflusslosen Mulden. Die höchsten Punkte bilden hier der Crêt à la Dame (1311 m) und die Roche Bernard (1290 m). Im Nordosten reicht der Gemeindeboden auf die Hochfläche am Fuß des Risoux, die durchschnittlich auf 1100 m liegt. Der Bewuchs zeigt ein lockeres Gefüge von Wald- und Weideland. Auch der Moorsee Lac de Bellefontaine und ein Teil des Lac des Mortes gehören zur Gemeinde. Das Gemeindegebiet ist Teil des Regionalen Naturparks Haut-Jura (frz.: Parc naturel régional du Haut-Jura).
Zu Bellefontaine gehören neben dem eigentlichen Ort auch mehrere Weiler, Hofgruppen und Einzelhöfe, darunter:
- En Chapeau (960 m) an der Evalude
- Les Mortes (1095 m) auf der Hochfläche nahe dem Lac des Mortes

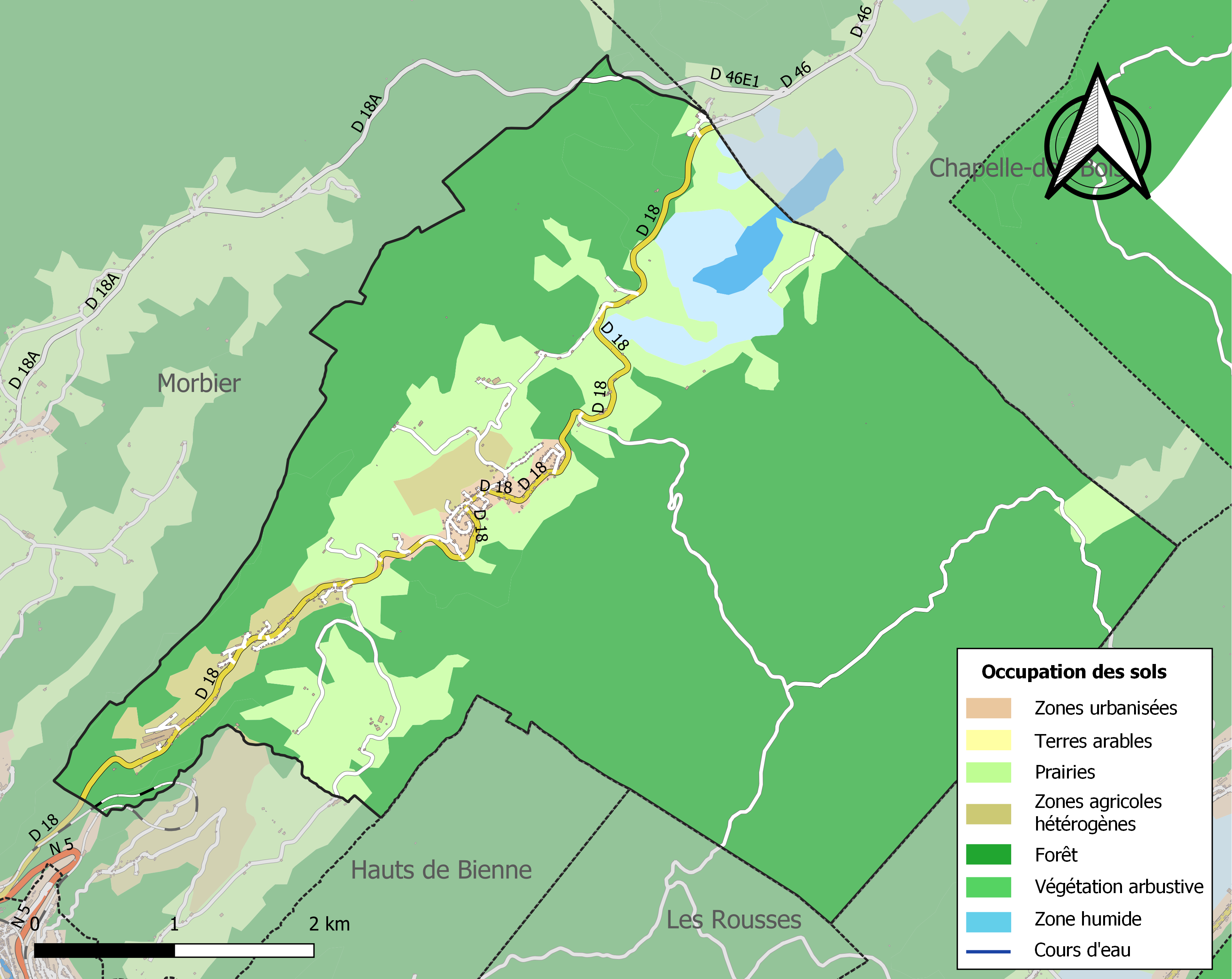
Bodennutzung, Hydrografie und Infrastruktur der Gemeinde (2018)

Das Gebiet von Bellefontaine ist Teil der Natura 2000-Schutzgebietse „Tourbières et lacs de Chapelle-des-Bois et de Bellefontaine les Mortes“ (FR4301309), „Massif du Risoux“ (FR4301319) und „Massif du Risoux“ (FR4312002) sowie von sechs ZNIEFF-Naturzonen. 76 % der Fläche der Gemeinde sind bewaldet oder naturbelassen, etwa 19 % werden landwirtschaftlich genutzt.
Nachbargemeinden von Bellefontaine sind Chapelle-des-Bois im Nordosten, Bois-d’Amont im Südosten, Les Rousses und Hauts de Bienne mit Morez im Süden sowie Morbier im Westen und Norden.

## Geschichte
Seit dem Mittelalter gehörte Bellefontaine zum Priorat und zur Herrschaft von La Mouille. Der Ortsname (ins Deutsche übersetzt schöner Brunnen, schöne Quelle) stammt aus der Zeit der Pest, als die Bewohner von Morbier und Morez auf dem Hochplateau sauberes Wasser holen mussten. Zusammen mit der Franche-Comté gelangte Bellefontaine mit dem Frieden von Nimwegen 1678 an Frankreich.

## Bevölkerung
| Jahr                       | 1962 | 1968 | 1975 | 1982 | 1990 | 1999 | 2006 | 2013 | 2020 |
| Einwohner                  | 237  | 227  | 255  | 314  | 422  | 453  | 534  | 535  | 516  |
| Quellen: Cassini und INSEE |      |      |      |      |      |      |      |      |      |

Mit 494 Einwohnern (Stand 1. Januar 2022) gehört Bellefontaine zu den kleinen Gemeinden des Départements Jura. Nachdem die Einwohnerzahl in der ersten Hälfte des 20. Jahrhunderts markant abgenommen hatte (1886 wurden noch 542 Personen gezählt), wurde seit Beginn der 1970er Jahre wieder eine deutliche Bevölkerungszunahme verzeichnet.

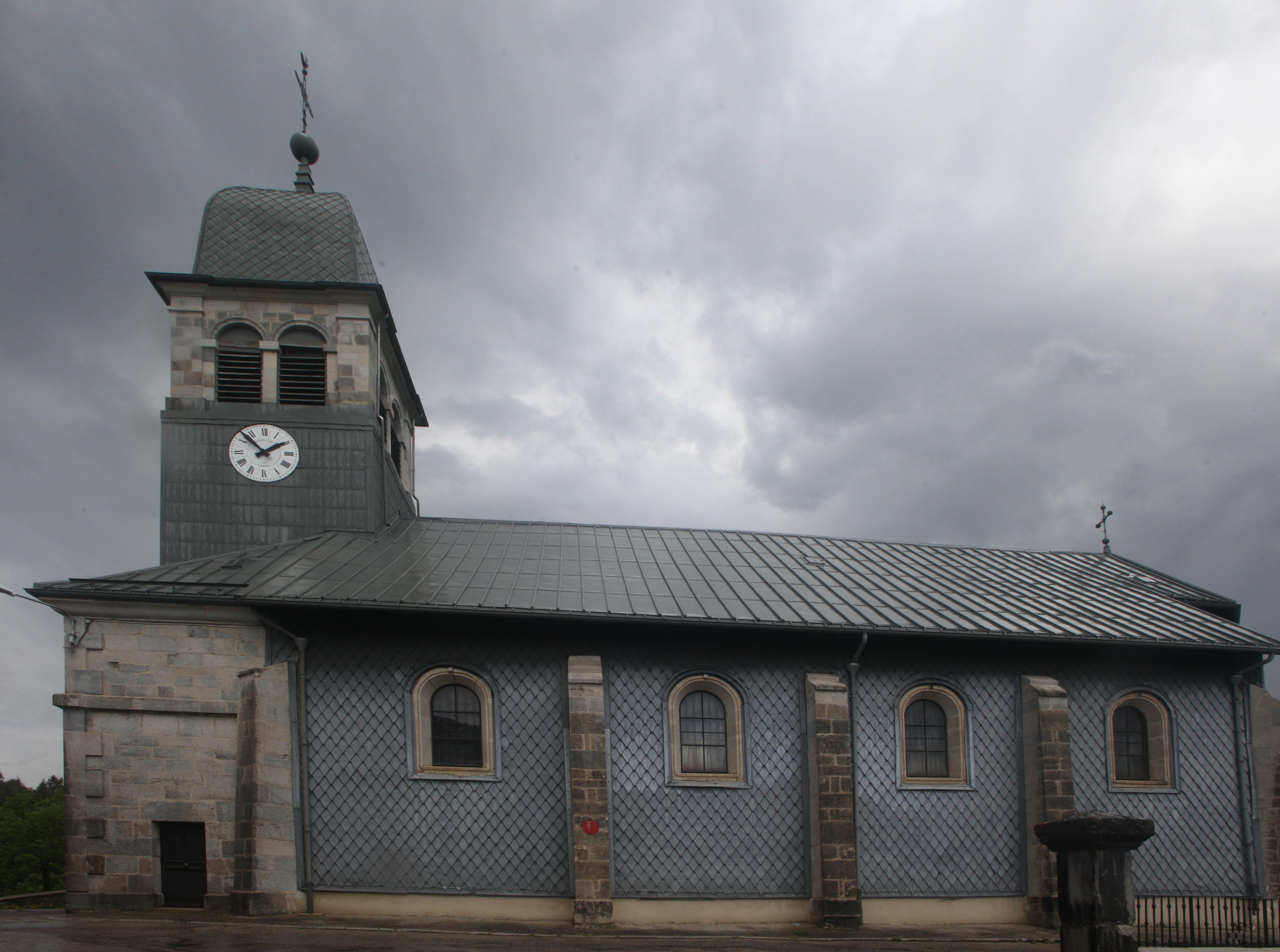
Pfarrkirche Saint-Renobert

## Sehenswürdigkeiten
Die Dorfkirche Saint-Renobert von Bellefontaine erhielt ihre heutige Gestalt beim Neubau im 18. Jahrhundert.

## Wirtschaft und Infrastruktur
Bellefontaine war lange Zeit ein vorwiegend durch die Landwirtschaft, insbesondere Viehzucht und Milchwirtschaft, sowie durch die Forstwirtschaft geprägtes Dorf. Daneben gibt es heute verschiedene Betriebe des Klein- und Mittelgewerbes. Neben den traditionellen Zweigen von Uhrenherstellung, Holzhandwerk und Käseproduktion sind heute auch mechanische Werkstätten und ein Unternehmen, das Schilder herstellt, im Dorf vertreten.
Als Erholungsort in einem beliebten Ausflugsgebiet im Hochjura profitiert Bellefontaine heute auch vom Tourismus, insbesondere vom Wintertourismus, wenn auf dem Hochplateau Skilanglauf betrieben werden kann. Die Hänge südöstlich des Dorfes sind durch zwei Skilifte für den alpinen Skisport erschlossen. Bellefontaine verfügt über ein Hotel, eine Feriensiedlung und verschiedene Ferienwohnungen.
Die Ortschaft liegt abseits der größeren Durchgangsstraßen an einer Departementsstraße, die von Hauts de Bienne nach Chaux-Neuve führt. Eine weitere Straßenverbindung besteht mit Bois-d’Amont.

## Persönlichkeiten
- Jean Jobez (* 1943), Skilangläufer